# ملفين جاكسون
ملفين جاكسون (بالإنجليزية: Melvin Jackson)‏ هو لاعب كرة قدم أمريكية أمريكي، ولد في 5 مايو 1954.